# Gruta (Cachoeiro de Itapemirim)
Gruta é um distrito do município de Cachoeiro de Itapemirim, no Espírito Santo. Possui características fortemente rurais e é o distrito menos populoso do município.

## História
O distrito foi criado no ano de 2007 a partir das terras desmembradas do distrito sede.

## Geografia

### Localização
O distrito está situado na região leste do município.É delimitado pelos relevos do Parque Municipal do Itabira e pelos limites intermunicipais com Vargem Alta e Itapemirim. 

### População
Pelo Censo 2022 (IBGE) a população total do distrito era de 698 habitantes.

### Área territorial
A área territorial do distrito é de 30,70 km².